# Kellér Dezső

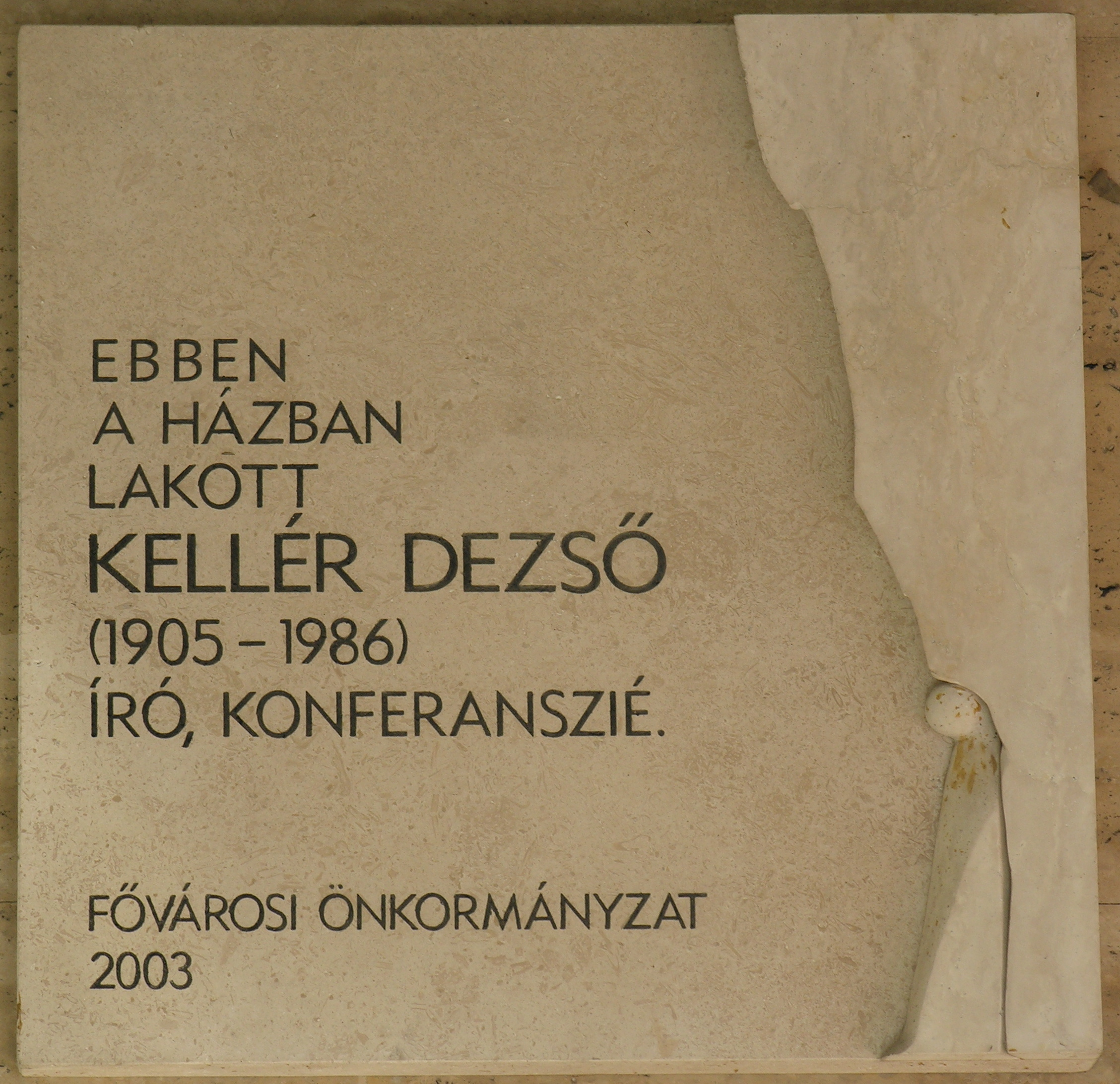
Kellér Dezső emléktáblája egykori lakhelyén (Bp. XIII., Katona J. u. 35.)

Kellér Dezső (Budapest, Erzsébetváros, 1905. december 1. – Budapest, 1986. szeptember 24.) magyar író, humorista, dramaturg, konferanszié, érdemes és kiváló művész, a Vidám Színpad örökös tagja.

## Életpályája
Keller Ábrahám és Demeter Ida (1879–1935) fia. Budapesten, a VII. kerület zsúfolt és szegény munkásnegyedében, a Csikágóban, a Cserhát utca 14. szám alatti házban született. Bátyjával, Kellér Andorral nagy szeretetben nőtt fel. Pályafutását újságíróként kezdte, első kabarétréfáját 1927-ben mutatta be a Komédia Kabaré. Ezután rendszeresen írt jeleneteket, tréfákat, kuplékat a Blaha Lujza Színház, a Bethlen téri Színpad, a Talkie és a Clarus kabaré számára. 1931-ben dramaturgként dolgozott a Komikusok Kabaréjában. Először 1933-ban konferált a Terézkörúti Színpadon, saját, „Hurrá, technokrácia!” című műsorát vezette. 1937 és 1941-ig Békeffy László Pódium Írók Kabaréjának állandó szerzője volt, eközben 1940–43 közt a Kamara Varietének is dolgozott. 1941-ben az OMIKE Művészakcióban is fellépett. 1944-ben a nyilas hatalomátvétel után ismert művészként kellett bevonulnia munkaszolgálatra zsidó származása miatt.
1945 májusától 1948 elejéig a háború után újonnan alakult Pódium Kabaré szerzője és konferansziéja, 1950–51-ben ismét a Kamara Varieté tagja volt. Ez időszakban többször is nézeteltérése támadt a korabeli hivatalos művészetpolitikával szabad hangú, nyílt jelenetei, konferanszai miatt. 1951 szeptemberétől 12 éven át a Vidám Színpadon konferált. 1955-ben megkapta az Érdemes művész kitüntetést. 1964-ben átszerződött a Tháliához, szintén kabaréírói és konferansziéi minőségben. 1965-ben Kiváló művész díjjal tüntették ki. 1979-től a Kis Színpadon konferált.

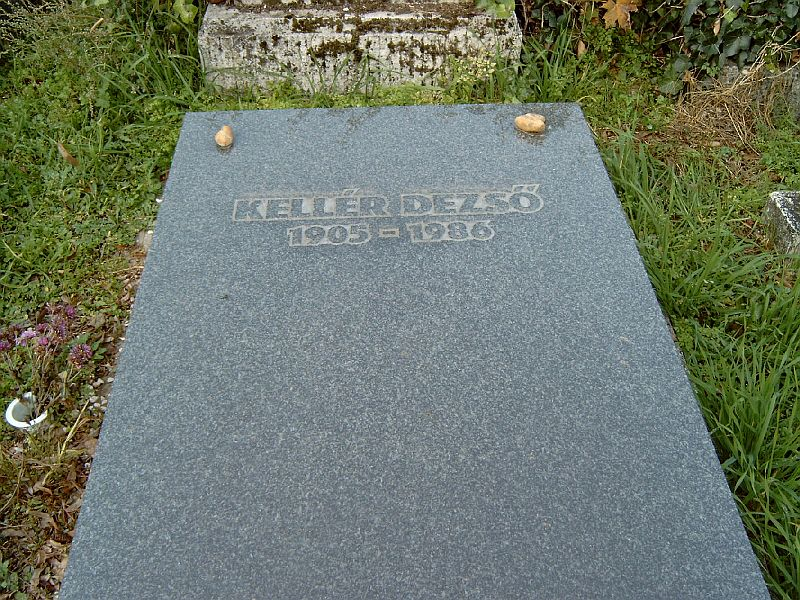
Kellér Dezső sírja Budapesten. Kozma utcai izraelita temető 5B-8.

Védjegyévé vált jellegzetes tartása, a jobb kézzel a színházi függönybe kapaszkodó konferálás. Stílusa enyhén csipkelődő, finoman gúnyolódó volt. Konferanszaiban nemegyszer komoly társadalmi, kényes politikai problémákat érintett. Mondatai mögött mindig meghúzódott az irónia, a sorok között gyakran többet elrejtve, mint amennyit kimondva. Ez adta konferanszainak, jeleneteinek pikantériáját. Ez a „sorok között olvasás” jellemző attitűd volt az 1960-as, 70-es évek Magyarországán, amikor gondokról, bajokról nyíltan nem nagyon lehetett beszélni.
Kellér alkotása a „maszek” mozaikszó (a magánszektor szóösszetételből). Szerzője a „Ha én egyszer kinyitom a számat, ha én egyszer elkezdek beszélni...” mondásnak (1964, „Pomócsi marad”, előadta: Salamon Béla), mely szállóigévé vált.
Testvére Kellér Andor író, újságíró volt, akihez szoros érzelmi és szellemi kapcsolat fűzte. Feljegyezték róla, hogy házas emberként sem volt olyan nap, hogy ne találkoztak volna, akár egy délelőtti kávéházban, akár este a Fészekben, vagy csak úgy, bárhol és bármikor. Andor halálakor Kellér úgy érezte, hogy elvesztette fele önmagát.
Felesége Major Ida, népszerű énekesnő, színésznő volt.

## Főbb művei
1. Az én kabarém. Versek, sanzonok, tréfák, konferanszok; Springer Ny., Bp., 1944
2. Kedves Közönség! Válogatott konferanszok; Szépirodalmi, Bp., 1957
3. Pomócsi kalandjai. Békeffi István, Kellér Dezső tréfái, kupléi, sanzonjai; zene Csanak Béla, Erdős László, rend. utasítások Hegedüs Tibor, Mezei Éva, ill. Vogel Eric; Táncsics, Bp., 1957 (Vidám Színpad könyvtára)
4. Kis ország vagyunk. Konferanszok, jelenetek; Szépirodalmi, Bp., 1964
5. Pest az Pest. Konferanszok, jelenetek; Szépirodalmi, Bp., 1967
6. Kortársak és sorstársak; ill. Gedő Lipót, Forrai Zoltán, Major Henrik; Szépirodalmi, Bp., 1971 (Műhely)
7. Leltár. Naplómból, 1974–1975; ill. Kaján Tibor; Szépirodalmi, Bp., 1976
8. Fogom a függönyt; Szépirodalmi, Bp., 1986

Ezenkívül több sikeres szövegkönyv és librettó szerzője.

## Filmjei

### Regényíróként
- Vica, a vadevezős (1933)
- A kölcsönkért kastély (1937)
- Sportszerelem (1937)
- Csárdáskirálynő (1971)
- Én és a kisöcsém (1989)

### Forgatókönyvként
- Rotschild leánya (1934)
- 3:1 a szerelem javára (1938)
- A selejt bosszúja (1951, rövid játékfilm)
- Csapj az asztalra!  (1953, rövid játékfilm)
- Férjhez menni tilos (1963)
- Minden kezdet nehéz 1-2. (1966)

### Színészként
- És Ön mit tud? (1962, tévéjáték) – Konferanszié (forgatókönyvíró is)
- Tücsök (1963) – Mesélő (hang)
- Színészek a porondon  (1963, tévéjáték) – Istállómester (forgatókönyvíró is)

### Szinkronszínészként
| Év   | Cím                      | Szereplő | Színész | Szinkron év |
| ---- | ------------------------ | -------- | ------- | ----------- |
| 1954 | Valahol már találkoztunk | N/A      | N/A     | 1955        |

## Díjai
- Érdemes művész (1955)
- Kiváló művész (1965)